# Junkers A 50
Junkers A 50 – niemiecki samolot samolot sportowy z 1929 roku, nazywany także A 50 Junior.

## Historia
Junkers A 50 był pierwszym samolotem sportowym zaprojektowanym przez Hermanna Pohlmanna w zakładach Junkersa. Posiadał tę samą nowoczesną całkowicie metalową konstrukcję  z duralowym poszyciem, jak większe samoloty komunikacyjne Junkersa. Prototyp oblatany został 13 lutego 1929. Zbudowano następnie dalsze 4 prototypy w celu przetestowania różnych silników. 
Junkers oczekiwał optymistycznie wyprodukowania 5000 samolotów tego typu, lecz pomimo udanej konstrukcji, zbudowano ich jedynie 69 (według niektórych danych, do ok. 80). Znaczna ich część została wyeksportowana - poza Niemcami używano ich w niewielkich liczbach w Finlandii, Szwajcarii, Japonii, Portugalii, Południowej Afryce, Wielkiej Brytanii, Brazylii i Australii. Niektóre używane były przez linie lotnicze. 
Trzy niemieckie Junkersy A 50 wzięły udział w międzynarodowych zawodach samolotów turystycznych Challenge 1929 w lipcu 1929, zajmując 11. (A50be, pilot Waldemar Roeder) i 17. miejsce. Trzy A50 wzięły również udział w zawodach Challenge 1930 w kolejnym roku, zajmując 15. (A50ce, pilot Johann Risztics), 27. i 29. miejsce. W czerwcu 1930 na A50 w wariancie wodnosamolotu (z pływakami zamocowanymi zamiast podwozia kołowego) ustanowiono osiem międzynarodowych rekordów FAI wysokości lotu, odległości, średniej prędkości i długotrwałości lotu. W 1931 niemiecka pilotka Marga von Etzdorf przeleciała samotnie trasę z Berlina do Tokio na A50, jako pierwsza kobieta.

## Wersje
- A 50 - silnik Armstrong-Siddeley Genet o mocy 59 kW, skrzydła bez wzniosu
- A 50ba - silnik Walter, 59 kW, skrzydła od tej wersji z lekkim wzniosem (zbudowano jeden samolot)
- A 50be - silnik Armstrong-Siddeley Genet 59 kW
- A 50ce - silnik Armstrong-Siddeley Genet II 63 kW lub na eksport Genet Major I 74kW, wprowadzono skrzydła składane do transportu
- A 50ci - silnik Siemens Sh 13, 65 kW
- A 50fe - silnik Armstrong-Siddeley Genet II, 63 kW, zmodyfikowany płatowiec
- zmodernizowany A 50 – współczesna replika z 2023 roku

Dzięki swojej konstrukcji, A 50 były trwałymi samolotami i ich służba trwała długo. Obecnie jeden A 50 jest zachowany w Deutsche Museum w Monachium, a drugi na lotnisku w Helsinkach. Jeden A 50 w stanie zdolnym do lotu jest w Australii.
W 2023 roku Junkers Flugzeugwerke rozpoczął produkcję repliki, określanej jako zmodernizowany A 50, napędzanej silnikiem Rotax 912iS o mocy 73,5 kW, z dwułopatowym kompozytowym śmigłem MTV-33-1-A i z nowoczesnym wyposażeniem. W lutym 2023 roku otrzymał certyfikat typu FAA w kategorii Light-Sport Aircraft (LSA) i w tym roku sprzedano ich ok. 30. Cena jednostkowa wynosiła 179 tysięcy euro.

## Opis techniczny
Wolnonośny dolnopłat konstrukcji metalowej, kryty duralową blachą falistą. Począwszy od wersji A 50ce skrzydła składały się do tyłu do transportu i hangarowania. Usterzenie klasyczne. Załoga - 2 osoby, w osobnych odkrytych kabinach w układzie tandem. Zbiornik paliwa 95 l. Podwozie samolotu klasyczne, stałe, z płozą ogonową. Silnik gwiazdowy różnych typów. Śmigło dwułopatowe.

## Dane techniczne
Ogólne charakterystyki
- długość - 7,12 m
- rozpiętość - 10 m
- wysokość - 2,40 m
- powierzchnia nośna 13,7 m²
- masy:
  - własna - 373 kg
  - użyteczna - 226 kg
  - całkowita - 600 kg
- obciążenie powierzchni - kg/m²

Osiągi:
- prędkości:
  - maksymalna - 172 km/h
  - przelotowa - 145 km/h
- prędkość wznoszenia - m/s
- pułap - 4600 m
- zasięg - km